# International Statistical Institute
L'International Statistical Institute (ISI), (Institut Internacional d'Estadística) és una associació professional dels estadístics fundada l’any 1885, tot i que anteriorment ja hi havia hagut congressos internacionals d'Estadística des de 1853. L'Institut compta amb uns 4.000 membres electes de l'àmbit governamental, del món acadèmic i del sector privat. Les associacions o societats afiliades estan obertes a qualsevol estadístic professional. L'Institut publica diversos llibres i revistes i organitza un congrés internacional cada dos anys conegut com l'ISI Session encara que des de 2011 es coneix com l’ISI World Statistics Congress.
La seu permanent de l'Institut es troba La Haia (Holanda).

## Societats
L'ISI actua de paraigües de set associacions especialitzades:
- Bernoulli Society for Mathematical Statistics and Probability (BS)
- International Association for Statistical Computing (IASC)
- International Association for Official Statistics (IAOS)
- International Association of Survey Statisticians (IASS)
- International Association for Statistics Education (IASE)
- International Society for Business and Industrial Statistics (ISBIS)
- The International Environmetrics Society (TIES)

## Comitès
L’ISI s'estructura en comitès operatius, d’interessos i de divulgació. Els comitès d’interessos actualment són:
- Ciències agrícoles
- Astro-estadística
- Història de l’Estadística
- Ètica professional
- Ciències de la vida
- Anàlisi de riscos
- Esports
- Viatges i turisme
- Dones en Estadística

## Presidents de l'ISI
La institució ha tingut els següents Presidents:
- 1885 - 1899 Sir Rawson W. Rawson (Regne Unit)
- 1899 - 1908 Karl von Inama-Sternegg (Austria)
- 1909 - 1920 Luigi Bodio (Itàlia)
- 1923 - 1931 Albert Delatour (França)
- 1931 - 1936 Friedrich Zahn (Alemania)
- 1936 - 1947 Armand Julin (Bèlgica)
- 1947 - 1947 Walter F. Willcox (USA)
- 1947 - 1953 Stuart A. Rice (USA)
- 1953 - 1960 Georges Darmois (França)
- 1960 - 1963 Marcello Boldrini (Itàlia)
- 1963 - 1967 Sir Harry Campion (Regne Unit)
- 1967 - 1971 William G. Cochran (USA)
- 1971 - 1975 Petter Jakob Bjerve (Noruega)
- 1975 - 1977 Milos Macura (Iugoslàvia)
- 1977 - 1979 Calyampudi Radhakrishna Rao (India)
- 1979 - 1981 Edmond Malinvaud (França)
- 1981 - 1983 Enrique Cansado (Chile)
- 1983 - 1985 James Durbin (Regne Unit)
- 1985 - 1987 Sigeiti Moriguti (Japó)
- 1987 - 1989 Ivan P. Fellegi (Canadà)
- 1989 - 1991 Gunnar Kulldorff (Suècia)
- 1991 - 1993 Frederick Mosteller (USA)
- 1993 - 1995 Jayanta K. Ghosh (India)
- 1995 - 1997 Sir David R. Cox (Regne Unit)
- 1997 - 1999 Willem R. van Zwet (Holanda)
- 1999 - 2001 Jean-Louis Bodin (França)
- 2001 - 2003 Dennis Trewin (Austràlia)
- 2003 - 2005 Stephen M. Stigler (USA)
- 2005 - 2007 Niels Keiding (Dinamarca)
- 2007 - 2009 Denise A. Lievesley (Regne Unit)
- 2009 - 2011 Jef L. Teugels (Bèlgica)
- 2011 - 2013 Jae Chang Lee (Corea)
- 2013 - 2015 Vijayan Nair (USA)

## Revistes científiques
ISI publica les següents revistes:
- International Statistical Review
- Statistical Theory and Method Abstracts
- Bernoulli
- Computational Statistics & Data Analysis
- Statistics Education Research Journal
- Statistics Surveys

## Premi Karl Pearson
El Premi Karl Pearson va ser instaurat per l’ISI l’any 2013 com a reconeixement a les contribucions més destacades. Es concedeix per un article de recerca o un llibre publicat en les últimes tres dècades, en els àmbits de la teoria estadística, la metodologia, la pràctica o bé les aplicacions. El premi porta el nom de l'estadístic anglès Karl Pearson. S'atorga cada dos anys a l'ISI World Statistics Congress. El guanyador del premi rep 5.000 euros i dona la Conferència Karl Pearson.
Peter McCullagh i Nelder Jon van ser els guanyadors de l'edició inaugural del Premi Karl Pearson per la seva monografia “Generalized Linear Models” (1983).